# Gene Perla
Gene Perla (1 marts 1940 i New Jersey) er en amerikansk bassist, komponist og Lærer.
Perla der er mest kendt som Elvin Jones bassist igennem 1970´erne, kom frem med Woody Herman, og har også spillet med Miles Davis,Thad Jones/Mel Lewis Big Band, Sarah Vaughan, Jeremy Steig, Nina Simone og Sonny Rollins.
Perla havde gruppen Stone Alliance med Don Alias og Steve Grossman, som blev dannet i 1975.
Han er stadig aktiv på jazzscenen, både som musiker og lærer.

## Diskografi

### Med Elvin Jones
- Genesis
- Merry-Go-Round
- Mr. Jones
- Live at the Lighthouse
- Is “On the Mountain”
- At this Point in Time